# Adriaan de Buck
Adriaan de Buck (né à Oostkapelle le 22 septembre 1892 ; mort à Leyde le 28 octobre 1959) est un égyptologue néerlandais.
Il occupe la chaire d'égyptologie de l'université de Leyde en 1939 et en 1949. On lui doit les publications de Egyptische Grammatica en 1941, traduite en français en 1952 sous le titre Grammaire élémentaire du moyen égyptien. Il est surtout connu pour ses travaux sur les textes des sarcophages du Moyen Empire ; The Coffin Texts en sept volumes publiés entre 1935 et 1961. Son décès, en 1959, l'empêche de mener à bon terme cette vaste entreprise de collecte et de rassemblement textuel.